# セバスチャン・フランセン
セバスチャン・レツ・フランセン（Sebastian Leth Frandsen、1994年5月24日 - ）は、デンマークのハンドボール選手で、現在TTHホルステブローでプレーしている。 彼は、2013年ハンドボール男子ユース世界選手権で、デンマークユース代表の一員として延長戦でクロアチアを32-26で破った。

## クラブキャリア

### リーベ・エスビャウHH
彼はVejle Håndboldに所属していたが、クラブの破産により無所属となった。その後、2014-15シーズンから2年契約でリーベ・エスビャウHHに加入した。

### ビャンブロ・シルケボー
ビャンブロ・シルケボーは、2015年9月26日に、セバスチャン・フランセンが、2016/2017シーズンの初めにクラブに加入すると発表した。フレンドセンはクラブと3年契約を結んだ。

### TTHホルステブロー
TTHホルステブローは、2017年10月18日に、セバスチャン・フランセンが2018/2019シーズンからクラブに加入すると発表した。 フレンドセンはクラブと3年契約を結んだ。

## 個人タイトル
- ユース世界選手権大会のオールスター: 2013年
- Male Talent of the year:2015年[4]